# الرأي العام حول الاحتباس الحراري

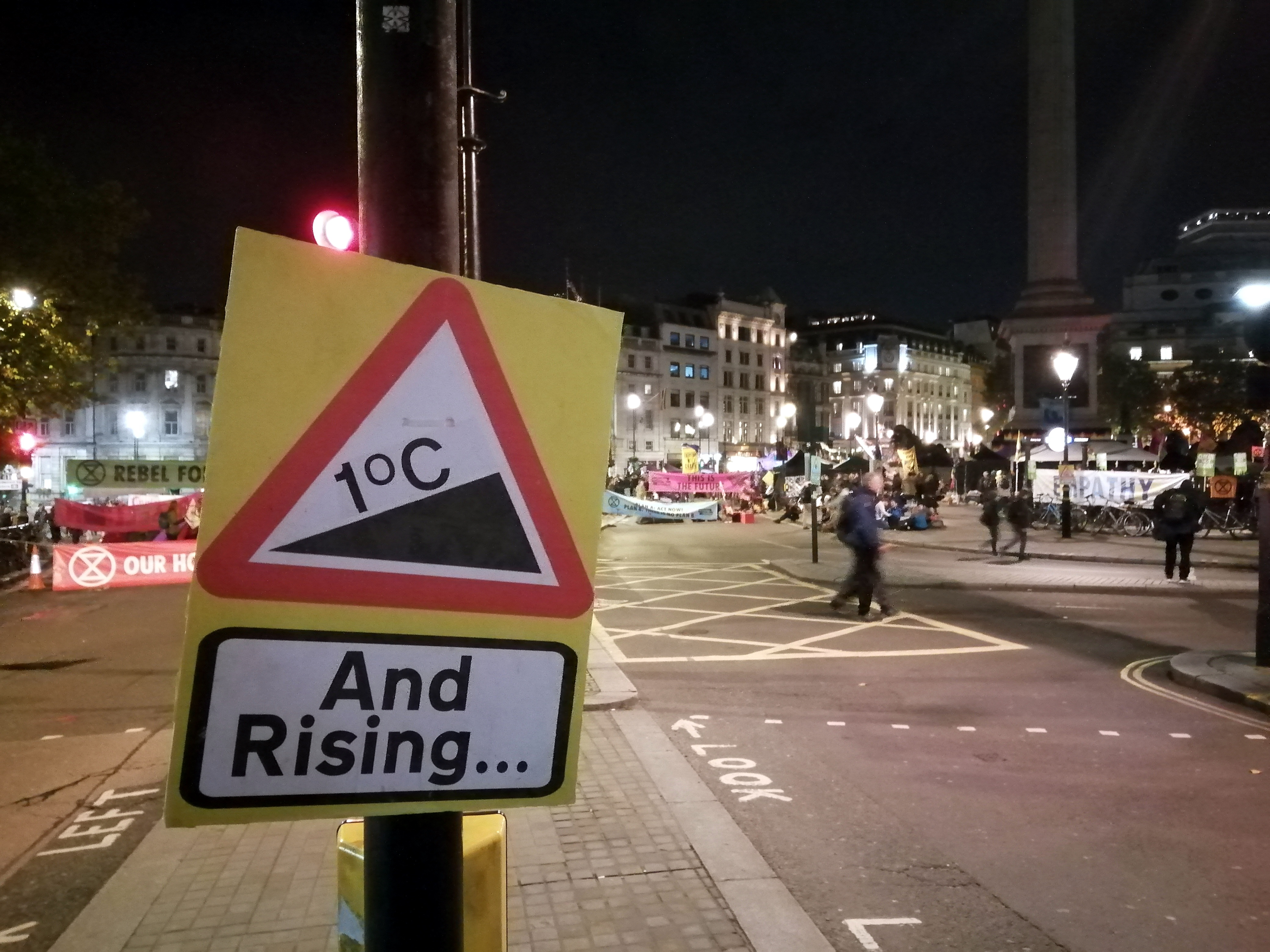

الرأي العام حول الاحتباس الحراري هو إجمالي المواقف والمعتقدات التي يمتلكها السكان البالغون حول العلم المرتبط بظاهرة الاحتباس الحراري، واقتصادها وسياستها. يتأثر الرأي العام المتشكل حول موضوع الاحتباس الحراري بالتغطية الإعلامية المرتبطة به.
نظرة عامة
في يناير 2021، أعلن برنامج الأمم المتحدة الإنمائي عن نتائج أكبر استطلاع مناخي على الإطلاق، والذي أشار إلى أن ثلثي المستجيبين يعتبرون تغير المناخ حالة طارئة، مع اعتبار الحفاظ على الغابات والأراضي الحلول الأكثر شيوعًا. على وجه التحديد، وجد تصويت الشعوب للمناخ (1.2 مليون صوت في أكثر من 50 دولة) أن 64 بالمئة قالوا إن تغير المناخ كان حالة طارئة – ما يمثل دعوة واضحة ومقنعة لصانعي القرار لزيادة الطموح.

## الاستطلاعات الرئيسية للرأي العام حول تغير المناخ
وفقًا لمقال نُشر في مجلة عام 2015 استنادًا إلى مراجعة أدبية لآلاف المقالات المتعلقة بأكثر من مائتي دراسة تغطي الفترة من 1980 إلى 2014، كانت هناك زيادة في الوعي العام بتغير المناخ في ثمانينيات وأوائل تسعينيات القرن العشرين، تلتها فترة  من القلق المتزايد – الممزوج بظهور المواقف المتضاربة – في أواخر التسعينيات وأوائل القرن الحادي والعشرين. وأعقب ذلك فترة من «تراجع القلق العام وزيادة الشكوك» في بعض البلدان في منتصف إلى أواخر العقد الأول من القرن الحادي والعشرين. من عام 2010 إلى عام 2014، كانت هناك فترة تشير إلى «احتمال استقرار القلق العام بشأن تغير المناخ».
مقال ماثيو سي نيسبت وتيريزا ماير لعام 2007 – «عشرون عامًا من الرأي العام حول ظاهرة الاحتباس الحراري» – غطت عقدين في الولايات المتحدة بدءًا من عام 1980 – حيث بحثوا في الوعي العام بأسباب وتأثيرات الاحتباس الحراري، والسياسة العامة، والإدراك العلمي حول تغير المناخ، والدعم العام لاتفاقية كيوتو، ومخاوفهم بشأن التكاليف الاقتصادية للسياسات العامة المحتملة التي تستجيب لتغير المناخ. ووجدوا أنه في الفترة من 1986 إلى 1990، زادت نسبة المستجيبين الذين أفادوا بأنهم سمعوا عن تغير المناخ من 39 بالمئة إلى 74 بالمئة. ومع ذلك، لاحظوا أن «مستويات الفهم العام كانت محدودة».
مقال صحفي عام 2010 في تحليل المخاطر قارن وناقض بين استطلاع عام 1992 واستطلاع عام 2009 حول وعي الناس العاديين وآرائهم حول تغير المناخ. في عام 1992، لم يفرق عامة الناس بين تغير المناخ واستنفاذ طبقة الأوزون. باستخدام منهجية النماذج العقلية، وجد الباحثون أنه بينما كان هناك زيادة ملحوظة في فهم تغير المناخ بحلول عام 2009، لم يقبل الكثيرون أن الاحتباس العالمي كان «في المقام الأول بسبب زيادة تركيزات ثاني أكسيد الكربون في الغلاف الجوي»، أو أن «أهم مصدر لثاني أكسيد الكربون هو احتراق الوقود الأحفوري».

## التأثيرات على الآراء الفردية
تساءل استطلاع -أجرته مؤسسة غالوب في الفترة ما بين عام 2007 وعام 2008، وشمل أفرادًا من 128 دولة حول العالم- فيما إذا كان المشاركون فيه على علم بالاحتباس الحراري أم لا. لم يربط أولئك الذين أجابوا بأنهم على دراية بالمفهوم الأساسي للاحتباس الحراري -بالضرورة- مع الأنشطة البشرية، وأكّدوا على عدم الربط بين المعرفة بالمفهوم الأساسي للاحتباس الحراري وتسبب الإنسان به. أظهر الاستطلاع أيضًا أنّ أكثر من ثلث سكان العالم غير مدركين لظاهرة الاحتباس الحراري. تنخفض نسبة الوعي حول مسألة الاحتباس الحراري في البلدان النامية –بشكلٍ عام- وخصوصًا في البلدان النامية في القارة الأفريقية. أظهرت الدراسة أنّ سكان أمريكا اللاتينية والبلدان المتقدمة في آسيا هم الأكثر اقتناعًا بفكرة ارتباط الاحتباس الحراري بالنشاطات البشرية، فيما تفوّقت أفريقيا وأجزاء من آسيا والشرق الأوسط وعدد قليل من دول الاتحاد السوفييتي السابق في نسب السكان الذين يعتقدون عكس ذلك، بينما انقسمت الآراء في المملكة المتحدة بين مؤيد لفكرة العلاقة بين الأمرين ومعارض لها.
أظهر أول استطلاع ضخم أجرته مؤسسة غالوب على مستوى العالم في الفترة ما بين عامي 2008 و 2009 شمل سكانًا من 127 دولة، أن حوالي 62% ممن أجريت عليهم الدراسة قالوا بأنهم على دراية بظاهرة الاحتباس الحراري. ارتفعت النسبة في البلدان الصناعية في أمريكا الشمالية وأوروبا واليابان إلى 67% (وبلغت ذروتها في اليابان بنسبة 99% والولايات المتحدة الأمريكية بنسبة 97%)، بينما انخفضت النسبة إلى 25% في البلدان النامية وخاصة في أفريقيا، بالرغم من أن العديد ممن أجريت عليهم الدراسة قد أقروا بملاحظتهم للتغيرات المناخية المحلية. اختلفت نسبة أولئك الذين ربطوا ظاهرة الاحتباس الحراري –ممن أقروا بمعرفتهم لها في المقام الأول- بالأنشطة البشرية، بشكل كبير، باختلاف البلدان.
أظهر الاستطلاع أن النسبة الأقل للسكان الذين يعتبرون الاحتباس الحراري مشكلةً تمثل تهديدًا مباشرًا لهم هم سكان قارة آسيا –باستثناء سكان الدول النامية- فيما كان أفراد العالم الغربي هم الأكثر دراية بالاحتباس الحراري، وأكثر من يعتبر أنه يمثل تهديدًا خطيرًا جدًا –أو خطيرًا بعض الشيء- لهم أو لعائلاتهم. على الرغم من إظهار الأوروبيين للقلق الأكبر بشأن التغير المناخي بالمقارنة مع سكان الولايات المتحدة، فإنّ الأفارقة –حيث يكون الأفراد أكثر عرضة للأذى الناتج عن ظاهرة الاحتباس الحراري من خلال إنتاج قارتهم لكميّات أقل من ثاني أكسيد الكربون- هم الأقل إدراكًا له، الأمر الذي من الممكن أن يترجم على ضعف وعيهم حول التهديد الذي تحمله الظاهرة لهم.
تشكل هذه الاختلافات في النسب تحدّيًا لواضعي السياسات، إذ تتباين مسارات العمل مع تباين البلدان، ما يصعّب التوصل إلى اتفاق موحّد بشأن اتخاذ الخطوات الملائمة للحد من تفاقم المشكلة. تعتبر آراء سكان القارة الأفريقية الأكثر تباينًا بين سكان قارات العالم، في الوقت الذي تظهر فيه القارة على أنها الأكثر عرضة للخطر، تنتج أقل كمية من الغازات الدفيئة. تختلف نسبة الوعي بمشكلة الاحتباس الحراري والشعور بالتهديد الذي تسببه للعالم في البلدان الخمسة الأكثر تسببًا بالانبعاثات الغازية المسببة للمشكلة، وهي (الصين، والولايات المتحدة الأمريكية، والهند، وروسيا، واليابان)، التي تنبعث منها مجتمعة نصف غازات الاحتباس الحراري المنبعثة من جميع بلدان العالم. تحتل الولايات المتحدة الأمريكية وروسيا واليابان المركز الأول في إدراك شعوبها لمسألة الاحتباس الحراري بنسبة تزيد عن 85% بينما تنخفض النسبة إلى 66% في الصين، وإلى 33% في الهند. تُظهر اليابان القلق الأكبر حيال موضوع الاحتباس الحراري، وهو ما يُترجم في دعمها للسياسات البيئيّة، في حين أظهر الناس في الصين وروسيا والولايات المتحدة –وبالرغم من تباينهم العالي في إظهار الوعي حول هذا الموضوع- أرقامًا متقاربة في نسب الأفراد المعنيين بمشكلة الاحتباس الحراري والمدركين لوجودها. وبالمثل، يرجَّح أن يكون المدركون لمشكلة الاحترار العالمي في الهند قلقون من تداعياتها، لكن، تواجه الهند العديد من التحديات في نشر هذا القلق إلى بقية سكانها مع ازدياد احتياجاتها من الطاقة خلال العقد القادم.
أظهر استطلاع أجرته شركة إيبسوس موري البريطانية حول المسائل البيئية -على شبكة الإنترنت- شمل 20 دولة حول العالم تحت عنوان «توجهات عالمية» 2014 توافقًا واسع النطاق لا سيما حول مسألة تغير المناخ وتسبب البشر فيه، على الرغم من تذيل الولايات المتحدة الأمريكية لقائمة الدول العشرين، وافق 54% من سكانها على تسبب البشر في ظاهرة الاحتباس الحراري. أشار التقرير إلى إمكانية ارتباط النسبة المنخفضة في الولايات المتحدة الأمريكية مع حملات الإنكار المنتشرة في البلاد.
أظهرت دراسة استقصائية أجريت على 14 دولة صناعية أن الشكوك حول خطر الاحتباس الحراري حققت أعلى النسب في أستراليا والنرويج ونيوزيلندا والولايات المتحدة (بالترتيب نفسه) ترتبط بعلاقة تناسب طرديّ مع حصة الفرد من انبعاثات ثاني أكسيد الكربون.

### المنطقة الجغرافية
وجد أول استطلاع عالمي رئيسي، أجرته مؤسسة جالوب في الفترة 2008-2009 في 127 دولة، أن حوالي 62 بالمئة من الناس في جميع أنحاء العالم قالوا إنهم يعرفون شيئًا عن ظاهرة الاحتباس الحراري. في البلدان الصناعية في أمريكا الشمالية وأوروبا واليابان، عرف عنها 67 بالمئة أو أكثر (97 بالمئة في الولايات المتحدة، 99 بالمئة في اليابان). في البلدان النامية، وخاصة في أفريقيا، لم يكن يعلم عنها سوى أقل من الربع، على الرغم من أن الكثيرين لاحظوا تغيرات الطقس المحلية. تشير نتائج الاستطلاع إلى أنه بين عامي 2007 و 2010، كان 42 بالمئة فقط من سكان العالم على دراية بتغير المناخ ويعتقدون أنه ناجم عن النشاط البشري. من بين أولئك الذين عرفوا عن ظاهرة الاحتباس الحراري، كان هناك تباين كبير بين الدول في الاعتقاد بأن الاحتباس كان نتيجة للأنشطة البشرية.
البالغون في آسيا، باستثناء أولئك الموجودين في البلدان المتقدمة، لا يعتبرون ظاهرة الاحتباس الحراري أنها تهديد. في البلدان الآسيوية المتقدمة مثل كوريا الجنوبية، ترتبط تصورات تغير المناخ بمعتقدات قوية حول أسبابه. في العالم الغربي، من المرجح أن يكون الأفراد على دراية بذلك ويعتبرونه تهديدًا خطيرًا جدًا أو خطيرًا إلى حد ما لأنفسهم ولأسرهم. على الرغم من أن الأوروبيين أكثر قلقًا بشأن تغير المناخ من أولئك الموجودين في الولايات المتحدة. ومع ذلك، فإن الشعوب في إفريقيا، حيث يكون الأفراد هم الأكثر عرضة للاحتباس الحراري بينما ينتجون أقل ثاني أكسيد الكربون، هم الأقل وعيًا – وهو ما يترجم إلى تصور منخفض بأنه يمثل تهديدًا.
تشكل هذه الاختلافات تحديًا لواضعي السياسات، حيث تسير البلدان المختلفة في مسارات مختلفة، ما يجعل الاتفاق على الاستجابة المناسبة أمرًا صعبًا. في حين أن إفريقيا قد تكون الأكثر عرضة للخطر وتنتج أقل كمية من الغازات الدفيئة، إلا أنها الأكثر تناقضًا. أكبر خمس بواعث (الصين، والولايات المتحدة، والهند، وروسيا، واليابان)، الذين يتسببون معًا بانبعاث نصف غازات الاحتباس الحراري في العالم، يختلفون من حيث الوعي والقلق. الولايات المتحدة، وروسيا، واليابان هم الأكثر وعيًا بأكثر من 85 بالمئة من السكان. على العكس من ذلك، فإن ثلثي الناس فقط في الصين وثلثهم في الهند يعرفون ذلك. تعرب اليابان عن أكبر قدر من القلق من الدول الخمس، والذي يترجم إلى دعم للسياسات البيئية. أظهر الناس في الصين، وروسيا، والولايات المتحدة، على الرغم من تباين وعيهم، نسبة مماثلة من الأفراد الواعين المعنيين. وبالمثل، من المرجح أن يشعر أولئك الذين يدركون في الهند بالقلق، لكن الهند تواجه تحديات في نشر هذا القلق بين السكان الباقين مع زيادة احتياجاتها لتوليد الطاقة خلال العقد المقبل.
أظهر استطلاع عبر الإنترنت حول الأسئلة البيئية أجرته شركة ايبسوس موري، «الاتجاهات العالمية 2014» في 20 دولة، اتفاقًا واسعًا، لا سيما بشأن تغير المناخ وما إذا كان ناجمًا عن البشر، على الرغم من أن الولايات المتحدة احتلت المرتبة الأدنى بنسبة 54 بالمئة من اتفاقها بشأن ذلك. اقتُراح أن الترتيب الأمريكي المنخفض مرتبط بحملات الإنكار.
وجد استطلاع أُجري عام 2010 على 14 دولة صناعية أن الشكوك حول خطر الاحتباس العالمي كان الأعلى في أستراليا، والنرويج، ونيوزيلندا، والولايات المتحدة، بهذا الترتيب، مرتبطة بشكل إيجابي بنصيب الفرد من انبعاثات ثاني أكسيد الكربون.